# 貝真尼足球會
貝真尼足球會（ACS Berceni），是一間來自羅馬尼亞城市貝真尼的足球會，並於2008年成立和2016年解散，而在他們最後一個賽季在羅馬尼亞乙組足球聯賽角逐。

## 歷史
貝真尼在其存在期間並沒有取得很大成就，但他們在2012/13年賽季成功奪得冠軍頭銜，有史以來首度有機會升級到乙組聯賽，而在他們最後的賽季在附加賽中獲得第5名，在2016年夏天，當貝真尼在與當地政府發生衝突後，從舊球場遷至布夫泰亞，而結果球會在15輪聯賽後以0分排在最後並退出聯賽，成為繼潘克塔後第二間球會退出乙組聯賽。

## 榮譽
國內聯賽
- 羅馬尼亞丙組聯賽冠軍（2012–13季度）
- 羅馬尼亞丙組聯賽亞軍（2009–10季度）

## 外部連結
- BERCENI: Maşina de dat goluri a primelor trei ligi
- Marin Dragnea răspunde întrebărilor puse de cititorii Liga2.ro
- BERCENI: Statistica turului de campionat
- Sintetic de 100.000 euro la Berceni!
- Phoenix Ulmu 0- 2 ACS Berceni! （页面存档备份，存于）